# Jürgen Gerhard

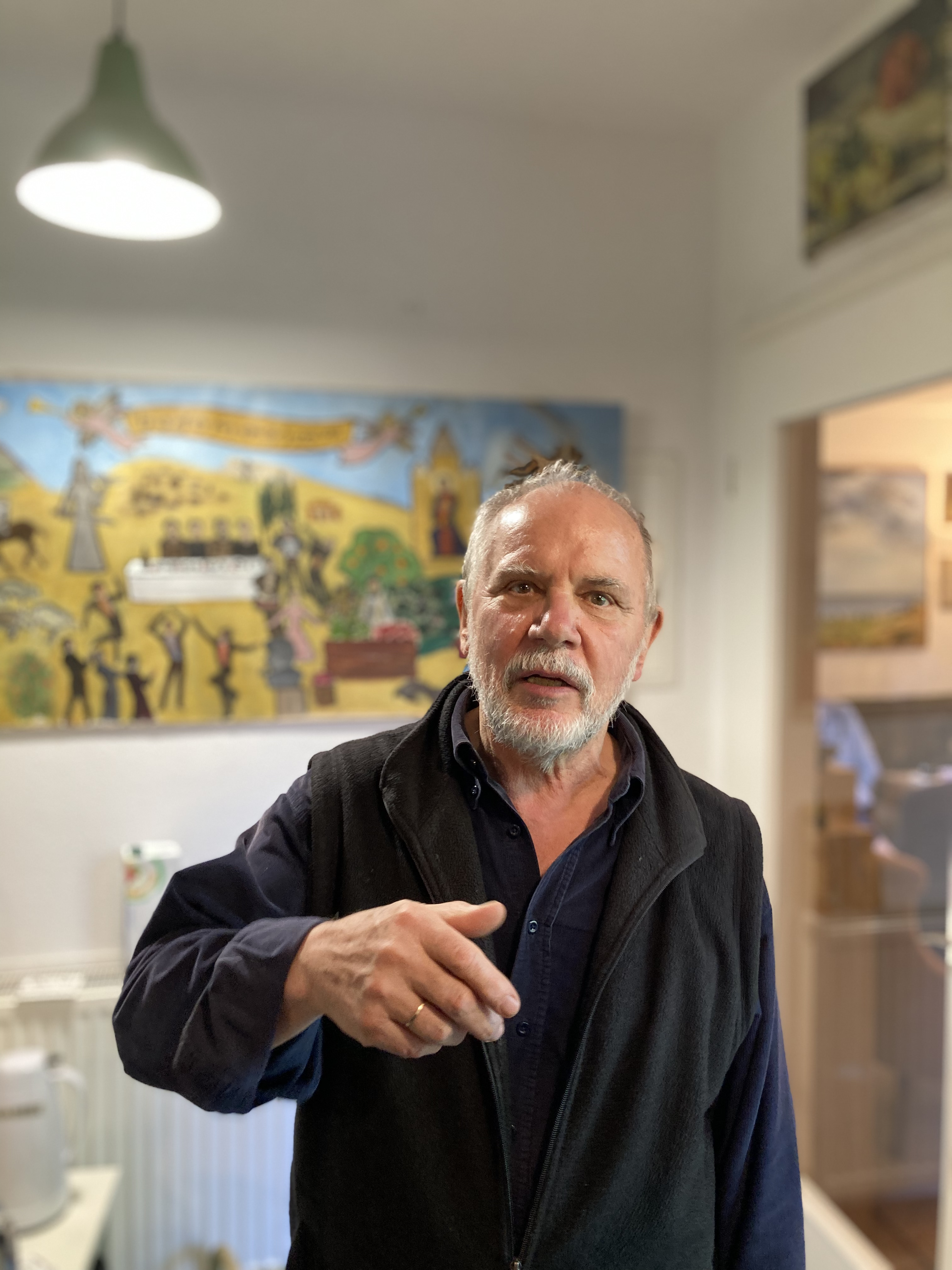
Jürgen Gerhard (2024)

Jürgen Gerhard (* 12. März 1947 in Leipzig) ist ein deutscher Maler, Zeichner und Grafiker.

## Leben und Werk
Nach dem Abitur erlernte Jürgen Gerhard den Beruf des Schriftsetzers, den er von 1966 bis 1967 am Institut für Buchgestaltung der Hochschule für Grafik und Buchkunst Leipzig (HGB) ausübte. Von 1968 bis 1973 studierte er bei Werner Tübke, Hans Mayer-Foreyt, Heinz Wagner und Dietrich Burger an der HGB. Seit dem Diplom ist er als freiberuflicher Maler und Grafiker tätig, erst in Leipzig, von 1976 bis 2014 in Hohen Neuendorf und seit 2015 in Oranienburg-Eden. Er war bis 1990 Mitglied des Verbands Bildender Künstler der DDR. Von 1986 bis 1990 war er Honorardozent an der Fachschule für Werbung und Gestaltung in Berlin-Schöneweide, von 1990 bis 2020 Dozent an Volkshochschulen und von 2000 bis 2004 Lehrbeauftragter für Figürliches Zeichnen an der Hochschule für Film und Fernsehen „Konrad Wolf“ in Potsdam-Babelsberg.
Gerhard ist seit 1975 mit der Keramikerin Frauke Gerhard (* 1941) verheiratet.
Seine Werke wurden in einer bedeutenden Zahl von Personalausstellungen und Ausstellungsbeteiligungen vornehmlich in der DDR, u. a. 1977/1978 in der VIII. Kunstausstellung der DDR in Dresden, aber auch in Paris, London, Lucca, Hanoi, Minsk, Moskau und Prag gezeigt.

## Ehrungen
- 1979: Preis des Ministers für Kultur anlässlich der Ausstellung "Junge Künstler der DDR" in Berlin
- 1983: Kunstpreis "Kunst und Sport" des DTSB
- 1983: Auszeichnung "Schönstes Grafik-Buch des Jahres", nach Juryentscheidung beim Börsenverein der Deutschen Buchhändler zu Leipzig

## Rezeption
Erlebtes oder Erinnertes, gewonnen vor der Natur bei Pleinairs, auf einer seiner zahlreichen Reisen oder aus dem Gedächtnis reproduziert und im Atelier wieder aufgenommen, führen den Künstler zu jenen Inspirationen, die zum Vorwand, zum Auslöser für Bilder werden. Nicht minder tragen dazu die nie versiegenden Anregungen aus Literatur und Kunst bei, die er sich durch eine fast rastlose und produktive Neugier ständig zu verschaffen weiß.
Malend und zeichnend erkundet er, was das Leben an Wundern und Schönheiten bereithält und nicht übersehen werden darf bei allen Konflikten und Ungerechtfertigkeiten in der Welt. Jürgen Gerhard stellt der realen Welt mit seinen Bildern eine durchkomponierte Welt gegenüber, die den eigenen Maßstäben an die Kunst folgt. Sie fokussiert nicht auf kommerziellen Erfolg und lässt sich nicht von den Forderungen des Zeitgeistes leiten. Diese Bildwelt will Vertrautes und Bewahrenswertes pflegen, Tradition und Alltag in ihren kulturellen Werten festhalten und sich auf dieser Grundlage für Neues öffnen".
Bärbel Mann

## Museen und öffentliche Sammlungen mit Werken Gerhards (unvollständig)
- Altenburg/Thür.: Lindenau-Museum
- Beeskow: Kunstarchiv Burg Beeskow.
- Berlin: Märkisches Museum (heute Stiftung Stadtmuseum Berlin)
- Berlin: Kunstsammlung Pankow[2]
- Gera: Kunstsammlung/Otto-Dix-Haus
- Oranienburg: Kreismuseum (heute Regionalmuseum Oberhavel im Schloss Oranienburg)
- Frankfurt/O.: Museum Junge Kunst (heute Brandenburgisches Landesmuseum für moderne Kunst)
- Chemnitz: Neue Sächsische Galerie
- Schwerin: Staatliches Museum Schwerin
- Falkensee: Museum und Galerie
- Potsdam: Ministerium für Wissenschaft, Forschung und Kultur

## Weitere Werke (Auswahl)
- Bildhauer im Atelier (1975/77, Öl; auf der VIII. Kunstausstellung der DDR)[3]
- Stahlarbeiterstreik Hennigsdorf 1929 (1976, Zyklus von Radierungen)
- Kaufhalle (1979, Öl, 82 × 100 cm)[4]
- Stabhochspringer (1986/1987, Öl; Kunstarchiv Beeskow)

## Ausstellungen seit der deutschen Wiedervereinigung (unvollständig)
- 2022: Oranienburg, Regionalmuseum Oberhavel im Schloss Oranienburg[5]
- 2023: Ahrenshoop, Kunstkaten ("Jürgen Gerhard, Wolken, Ostsee und mehr . . . ")
- 2023: Berlin-Köpenick, Galerie Grünstraße (mit Frauke Gerhard)[6]
- 2024 / 2025: Potsdam, Präsidialbüro des Brandenburgischen Landtages